# Gran Premio de la Comunidad Valenciana de 2000
El Gran Premio de la Comunidad Valenciana de 2000 fue la decimotercera prueba del Campeonato del Mundo de Motociclismo de 2000. Tuvo lugar en el fin de semana del 15 al 17 de septiembre de 2000 en el Circuito Ricardo Tormo, situado en Cheste, Comunidad Valenciana, España. La carrera de 500cc fue ganada por Garry McCoy, seguido de Kenny Roberts, Jr. y Max Biaggi. Shinya Nakano ganó la prueba de 250cc, por delante de Olivier Jacque y Marco Melandri. La carrera de 125cc fue ganada por Roberto Locatelli, Masao Azuma fue segundo y Youichi Ui tercero.

## Resultados

### Resultados 500cc
| Pos.    | N.º | Piloto              | Constructor | Vueltas | Tiempo    | Parrilla | Pts. |
| ------- | --- | ------------------- | ----------- | ------- | --------- | -------- | ---- |
| 1       | 24  | Garry McCoy         | Yamaha      | 30      | 48:27.799 | 4        | 25   |
| 2       | 2   | Kenny Roberts, Jr.  | Suzuki      | 30      | +5.005    | 1        | 20   |
| 3       | 4   | Max Biaggi          | Yamaha      | 30      | +5.978    | 2        | 16   |
| 4       | 9   | Nobuatsu Aoki       | Suzuki      | 30      | +8.675    | 12       | 13   |
| 5       | 10  | Alex Barros         | Honda       | 30      | +14.247   | 7        | 11   |
| 6       | 55  | Régis Laconi        | Yamaha      | 30      | +16.111   | 10       | 10   |
| 7       | 7   | Carlos Checa        | Yamaha      | 30      | +19.967   | 6        | 9    |
| 8       | 5   | Sete Gibernau       | Honda       | 30      | +21.094   | 9        | 8    |
| 9       | 8   | Tadayuki Okada      | Honda       | 30      | +21.346   | 14       | 7    |
| 10      | 17  | Jurgen vd Goorbergh | TSR-Honda   | 30      | +37.506   | 8        | 6    |
| 11      | 11  | José David de Gea   | Modenas     | 30      | +37.682   | 15       | 5    |
| 12      | 25  | José Luis Cardoso   | Honda       | 30      | +59.465   | 18       | 4    |
| 13      | 33  | David Tomás         | Honda       | 29      | +1 Vuelta | 19       | 3    |
| 14      | 15  | Yoshiteru Konishi   | TSR-Honda   | 29      | +1 Vuelta | 20       | 2    |
| 15      | 20  | Phil Giles          | Honda       | 29      | +1 Vuelta | 22       | 1    |
| Ret     | 46  | Valentino Rossi     | Honda       | 26      | Accidente | 5        |      |
| Ret     | 43  | Paolo Tessari       | Paton       | 15      | Retirado  | 23       |      |
| Ret     | 1   | Àlex Crivillé       | Honda       | 12      | Retirado  | 11       |      |
| Ret     | 65  | Loris Capirossi     | Honda       | 10      | Accidente | 3        |      |
| Ret     | 99  | Jeremy McWilliams   | Aprilia     | 6       | Accidente | 13       |      |
| Ret     | 6   | Norick Abe          | Yamaha      | 3       | Accidente | 16       |      |
| Ret     | 18  | Sebastién Le Grelle | Honda       | 3       | Retirado  | 21       |      |
| Ret     | 31  | Tetsuya Harada      | Aprilia     | 1       | Retirado  | 17       |      |
| Fuente: |     |                     |             |         |           |          |      |

### Resultados 250cc
| Pos.    | N.º | Piloto             | Constructor | Vueltas | Tiempo    | Parrilla | Pts. |
| ------- | --- | ------------------ | ----------- | ------- | --------- | -------- | ---- |
| 1       | 56  | Shinya Nakano      | Yamaha      | 27      | 43:49.140 | 2        | 25   |
| 2       | 19  | Olivier Jacque     | Yamaha      | 27      | +4.285    | 1        | 20   |
| 3       | 35  | Marco Melandri     | Aprilia     | 27      | +14.848   | 3        | 16   |
| 4       | 4   | Tohru Ukawa        | Honda       | 27      | +14.897   | 4        | 13   |
| 5       | 74  | Daijirō Katō       | Honda       | 27      | +20.208   | 13       | 11   |
| 6       | 21  | Franco Battaini    | Aprilia     | 27      | +36.491   | 5        | 10   |
| 7       | 14  | Anthony West       | Honda       | 27      | +39.810   | 14       | 9    |
| 8       | 9   | Sebastián Porto    | Yamaha      | 27      | +39.887   | 12       | 8    |
| 9       | 24  | Jason Vincent      | Aprilia     | 27      | +40.271   | 19       | 7    |
| 10      | 42  | David Checa        | TSR-Honda   | 27      | +40.273   | 8        | 6    |
| 11      | 30  | Alex Debón         | Aprilia     | 27      | +53.509   | 7        | 5    |
| 12      | 37  | Luca Boscoscuro    | Aprilia     | 27      | +56.619   | 9        | 4    |
| 13      | 6   | Ralf Waldmann      | Aprilia     | 27      | +56.709   | 6        | 3    |
| 14      | 18  | Shahrol Yuzy       | Yamaha      | 27      | +1:01.788 | 11       | 2    |
| 15      | 8   | Naoki Matsudo      | Yamaha      | 27      | +1:04.067 | 18       | 1    |
| 16      | 25  | Vincent Philippe   | TSR-Honda   | 27      | +1:17.605 | 20       |      |
| 17      | 10  | Fonsi Nieto        | Yamaha      | 27      | +1:18.349 | 10       |      |
| 18      | 66  | Alex Hofmann       | Aprilia     | 27      | +1:20.839 | 24       |      |
| 19      | 77  | Jamie Robinson     | Aprilia     | 27      | +1:22.270 | 17       |      |
| 20      | 23  | Julien Allemand    | Yamaha      | 27      | +1:28.758 | 22       |      |
| 21      | 11  | Ivan Clementi      | Aprilia     | 27      | +1:30.004 | 23       |      |
| 22      | 31  | Lucas Oliver Bultó | Yamaha      | 27      | +1:34.529 | 28       |      |
| 23      | 15  | Adrian Coates      | Aprilia     | 26      | +1 Vuelta | 21       |      |
| 24      | 41  | Jarno Janssen      | TSR-Honda   | 26      | +1 Vuelta | 25       |      |
| Ret     | 26  | Klaus Nöhles       | Aprilia     | 20      |           | 15       |      |
| Ret     | 39  | Ismael Bonilla     | Honda       | 19      |           | 29       |      |
| Ret     | 38  | Álvaro Molina      | TSR-Honda   | 14      |           | 30       |      |
| Ret     | 16  | Johan Stigefelt    | TSR-Honda   | 9       |           | 26       |      |
| Ret     | 22  | Sébastien Gimbert  | TSR-Honda   | 2       |           | 27       |      |
| Ret     | 20  | Jerónimo Vidal     | Aprilia     | 0       |           | 16       |      |
| Fuente: |     |                    |             |         |           |          |      |

### Resultados 125cc
| Pos.    | N.º | Piloto                   | Constructor | Vueltas | Tiempo    | Parrilla | Pts. |
| ------- | --- | ------------------------ | ----------- | ------- | --------- | -------- | ---- |
| 1       | 4   | Roberto Locatelli        | Aprilia     | 25      | 42:27.505 | 1        | 25   |
| 2       | 3   | Masao Azuma              | Honda       | 25      | +0.433    | 6        | 20   |
| 3       | 41  | Youichi Ui               | Derbi       | 25      | +7.925    | 2        | 16   |
| 4       | 22  | Pablo Nieto              | Derbi       | 25      | +7.941    | 4        | 13   |
| 5       | 1   | Emilio Alzamora          | Honda       | 25      | +15.086   | 3        | 11   |
| 6       | 16  | Simone Sanna             | Aprilia     | 25      | +20.463   | 17       | 10   |
| 7       | 8   | Gianluigi Scalvini       | Aprilia     | 25      | +20.625   | 19       | 9    |
| 8       | 9   | Lucio Cecchinello        | Honda       | 25      | +21.015   | 8        | 8    |
| 9       | 23  | Gino Borsoi              | Aprilia     | 25      | +21.456   | 11       | 7    |
| 10      | 21  | Arnaud Vincent           | Aprilia     | 25      | +21.688   | 10       | 6    |
| 11      | 5   | Noboru Ueda              | Honda       | 25      | +21.848   | 9        | 5    |
| 12      | 15  | Alex De Angelis          | Honda       | 25      | +25.453   | 5        | 4    |
| 13      | 32  | Mirko Giansanti          | Honda       | 25      | +27.102   | 12       | 3    |
| 14      | 54  | Manuel Poggiali          | Derbi       | 25      | +32.153   | 18       | 2    |
| 15      | 18  | Toni Elías               | Honda       | 25      | +36.034   | 15       | 1    |
| 16      | 17  | Steve Jenkner            | Honda       | 25      | +44.666   | 20       |      |
| 17      | 29  | Ángel Nieto Jr           | Honda       | 25      | +47.817   | 7        |      |
| 18      | 12  | Randy de Puniet          | Aprilia     | 25      | +47.862   | 13       |      |
| 19      | 44  | Héctor Faubel            | Aprilia     | 25      | +1:10.477 | 26       |      |
| 20      | 51  | Marco Petrini            | Aprilia     | 25      | +1:12.524 | 24       |      |
| 21      | 39  | Jaroslav Huleš           | Italjet     | 25      | +1:12.684 | 23       |      |
| 22      | 24  | Leon Haslam              | Italjet     | 25      | +1:17.512 | 25       |      |
| 23      | 35  | Reinhard Stolz           | Honda       | 25      | +1:26.832 | 28       |      |
| 24      | 43  | David Micó               | Aprilia     | 25      | +1:27.526 | 21       |      |
| 25      | 53  | William De Angelis       | Aprilia     | 25      | +1:30.158 | 29       |      |
| 26      | 11  | Max Sabbatani            | Honda       | 24      | +1 Vuelta | 16       |      |
| Ret     | 47  | Ángel Rodríguez Campillo | Aprilia     | 21      |           | 27       |      |
| Ret     | 34  | Eric Bataille            | Honda       | 13      |           | 22       |      |
| Ret     | 26  | Ivan Goi                 | Honda       | 13      |           | 14       |      |
| Ret     | 10  | Adrián Araujo            | Honda       | 0       |           | 30       |      |
| Fuente: |     |                          |             |         |           |          |      |